# Мелентьево (Кадуйский район)
Мелентьево — деревня в Кадуйском районе Вологодской области.
Входит в состав Никольского сельского поселения, с точки зрения административно-территориального деления — в Никольский сельсовет.
По переписи 2002 года население — 3 человека.

## География
Расположена на левом берегу реки Шулма. Расстояние по автодороге до районного центра Кадуя — 34 км, до центра муниципального образования села Никольское — 10 км. Ближайшие населённые пункты — Васильевская, Иваново, Ивановское, Калинино, Калинниково, Лыковская, Мокашево, Никоновская, Постниково, Прягаево, Сафоново, Семеновская, Спиренская, Старина, Тарасовская, Чертова, Шутовская.